# Терпинеол
Терпинео́лы — изомерные монотерпеновые спирты. Существуют в виде следующих изомеров:
| (R)-(+)-α-терпинеол (1-пара-ментен-8-ол) | (S)-(−)-α-терпинеол (1-пара-ментен-8-ол) | β-терпинеол (8-пара-ментен-1-ол) | γ-терпинеол (8-пара-ментен-1-ол) | δ-терпинеол |
|                                          |                                          |                                  |                                  |             |

## Свойства
| Соединение        | Тпл, оС | Ткип, оС           | d20    | nd20   | [α]D20   |
| ----------------- | ------- | ------------------ | ------ | ------ | -------- |
| (±)-α-терпинеол   | 35-37   | 219                | 0,9350 | 1,4831 |          |
| (+)-α-терпинеол   | 37      | 219-221            | 0,9430 | 1,4831 | (+100,5) |
| (–)-α-терпинеол   | 38-40   | 219                | 0,9364 | 1,4819 | (-117,5) |
| цис-β-терпинеол   | 36      | 78,1 (5 мм.рт.ст.) | 0,9260 | 1,4793 |          |
| транс-β-терпинеол | 32-33   | 209                | 0,9230 | 1,4747 |          |
| γ-терпинеол       | 68-70   | 218                | 0,9412 | 1,4912 |          |

Обладают цветочными запахами: α-терпинеол — запах сирени; β-терпинеол — запах гиацинта; γ-терпинеол — запах розы.
Растворимы в этаноле (1 часть на 8 частей 50%-го водного раствора этанола), пропиленгликоле и других органических растворителях, растворимость в воде составляет 0,5 % (масс.).
При действии KMnO4 терпинеолы окисляются по двойной связи с образованием соответствующих пара-ментантриолов. Гидратация терпинеолов приводит к терпингидрату. При дегидратации терпинеолов получают смесь дипентена, терпиненов и терпинолена.

## Получение
(±)-α-Терпинеол получают дегидратацией терпингидрата или прямой гидратацией α-пинена.

## Нахождение в природе
Терпинеолы (преимущественно α-терпинеол) содержатся во многих эфирных маслах (померанцевое масло, камфорное масло, гераниевое масло, веролиевое масло, петигреневое масло и др.). β- и γ-терпинеолы встречаются значительно реже.

## Применение
Терпинеолы являются полупродуктами для синтеза душистых веществ, компонентами для пищевых эссенций. Применяются как растворители, пластификаторы, флотореагенты. Обладают антимикробными свойствами. Сложные эфиры терпинеолов и уксусной кислоты (терпинилацетат) в виде смеси изомеров используют для составления парфюмерных композиций и отдушек.